# Naomi Fontaine
Naomi Fontaine (Uashat, Quebec, Canadá, 29 de septiembre de 1987) es una novelista innu.

## Biografía
Naomi Fontaine es conocida sobre todo por su primera novela titulada Kuessipan publicada en 2011. Es miembro de la nación innu de Uashat y estudió en la Universidad Laval.  

Su segunda novela, titulada Manikanetish, se publicó en 2017 y describe la vida cotidiana en la reserva sobre la que Fontaine afirma: 

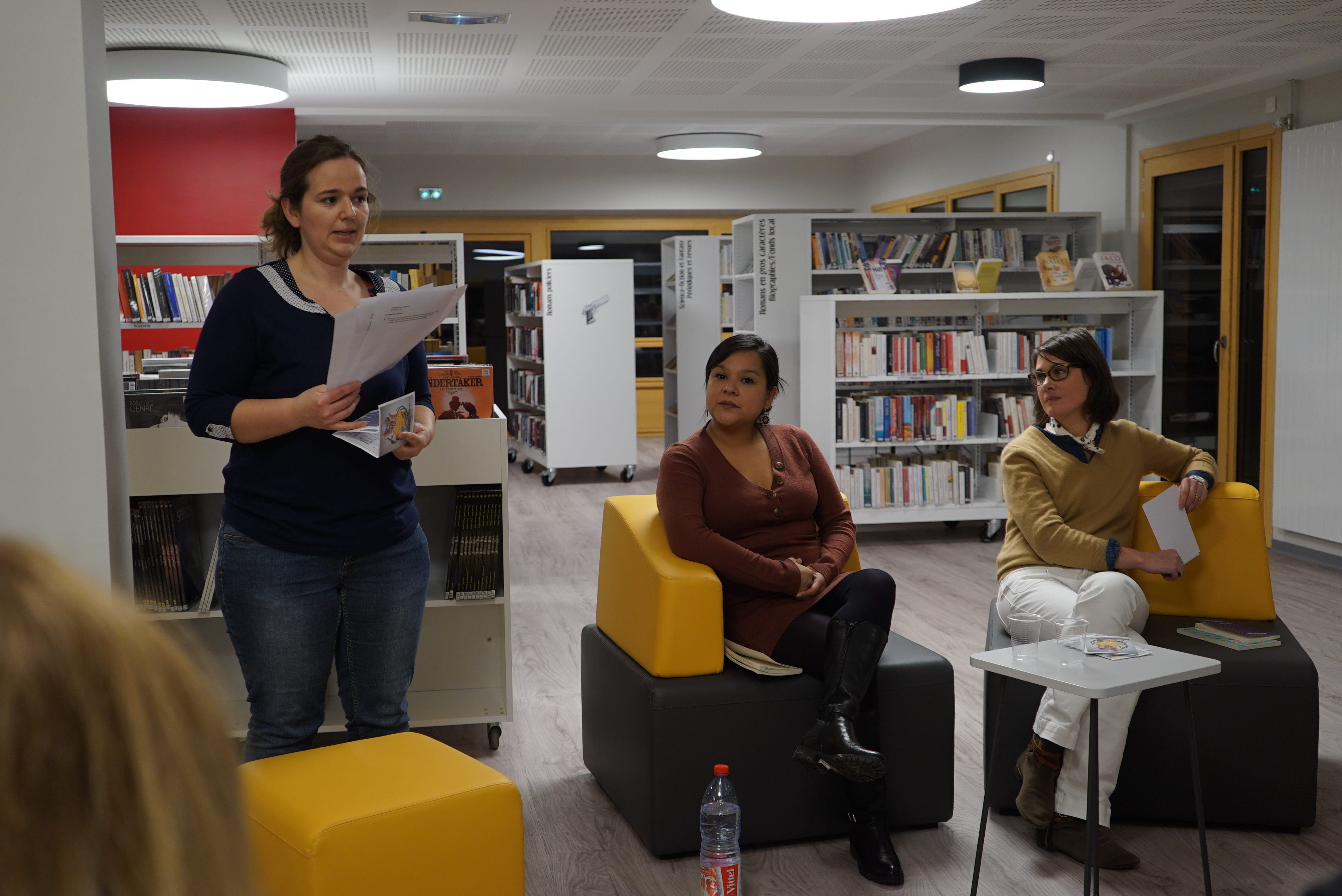
La mediateca de Saint-Brice-Courcelles recibe a Naomi Fontaine (en el medio) en 2019.

Seamos realistas, una reserva es un lugar compartimentado, es un poco como un gueto y es un poco difícil salir y entrar. 
En 2019 se estrenó en los cines la película Kuessipan, dirigida por la cineasta canadiense Myriam Verreault y cuyo guion fue adaptado de la novela del mismo nombre.

## Obras

### Novelas
- Kuessipan, Montreal, 2011.[8]
- Manikanetish, Montreal, 2017.[9]
- Shuni: ce que tu dois savoir, Julie, 2019.[10]

### Entrevistas
- Huberman, Isabelle (2016). «Entrevue avec Naomi Fontaine». Littoral (Sept-Îles: Grénoc) (11): 79-83. ISBN 978-2-89712-450-2. ISSN 1911-5237..

## Premios
- Mención de honor para el Prix des five continents de la francophonie en 2012 para Kuessipan.
- Finalista, Premio del Público de la Feria del Libro de Ginebra, 2018.
- Mención de honor y finalista: Premio Prix de Indigenous Voices Award, most significant work of prose in French by an emerging indigenous Writer (“ Premio Voces Indígenas: La obra de prosa francesa más destacada de un escritor indígena emergente ”), por Manikanetish, 2018 .[11]
- Presidente de honor del 41º Salón del livre de l'Outaouais del 1 al 4 de marzo de 2020.[12]
- Ganador del Premio Literario Universitario por Shuni: ce que tu dois savoir, Julie, 2020.[13]